# کمربند قهرمانی زنان دبلیودبلیوئی
کمربند قهرمانی زنان دبلیودبلیوئی (به انگلیسی: WWE Women's Championship) یک کمربند قهرمانی در کشتی حرفه‌ای زنان است که توسط کمپانی آمریکایی کشتی حرفه‌ای دبلیودبلیوئی ایجاد شده و اکنون در برند اسمک‌داون از آن دفاع میشود. این عنوان به همراه قهرمانی جهانی زنان، دو عنوان اصلی زنان این کمپانی هستند. قهرمان کنونی این کمربند تیفانی استراتون است که برای اولین بار قهرمان این کمربند شده است. او توانست با استفاده از قرارداد مانی این د بنک و شکست دادن نایا جکس در شوی اسمک‌داون ۳ ژانویه ۲۰۲۵ قهرمان این کمربند شود.

این کمربند به عنوان جایگزین کمربند دیواز در رسلمنیا ۳۲ معرفی شد و با کمربند قدیمی زنان دبلیودبلیوئی که به همین نام وجود داشت تفاوت دارد. این کمربند در سال ۲۰۱۶ به نام کنونی‌اش وجود داشت اما پس از درفت شدن شارلوت فلر به عنوان نخستین قهرمان این کمربند به برند راو، به کمربند قهرمانی زنان راو (به انگلیسی: WWE Raw Women's Championship) تغییر نام داد تا اینکه در سال ۲۰۲۳ و با توجه به درفت شدن آسکا، قهرمان وقت این کمربند به اسمک‌داون، این عنوان به نام اصلی‌اش، قهرمانی زنان دبلیودبلیوئی، تغییر نام داد و از طرح جدید آن رونمایی شد.
1. ↑  وقتی او اولین قهرمان این کمربند شد، نام رینگ او فقط شارلوت بود